# Ergny
Ergny é uma comuna francesa na região administrativa de Altos da França, no departamento de Pas-de-Calais. Estende-se por uma área de 9,29 km². Em 2010 a comuna tinha 235 habitantes (densidade: 25,3 hab./km²).